# مارکوس تورنتون (بسکتبال، زاده ۱۹۹۳)
مارکوس تورنتون (انگلیسی: Marcus Thornton؛ زادهٔ ۹ فوریهٔ ۱۹۹۳) بازیکن بسکتبال اهل ایالات متحده آمریکا است.